# 280 (číslo)
Dvě stě osmdesát je přirozené číslo, které následuje po čísle dvě stě sedmdesát devět a předchází číslu dvě stě osmdesát jedna. Římskými číslicemi se zapisuje CCLXXX a řeckými číslicemi σπ.

## Matematika
280 je:
- Abundantní číslo
- Šťastné číslo
- Nepříznivé číslo
- Osmiúhelníkové číslo

## Astronomie
- (280) Philia je planetka hlavního pásu, kterou objevil v roce 1888 Johann Palisa

## Doprava
- Silnice II/280 je česká silnice II. třídy vedoucí na trase Židněves – Domousnice – Dětenice – Libáň – Kopidlno – Slavhostice – Smidary – Sukorady[1][2][3]

## Roky
- 280
- 280 př. n. l.